# Rhachoepalpus olivaceus
Rhachoepalpus olivaceus là một loài ruồi trong họ Tachinidae.